# Boštjan Pertinač
Boštjan Pertinač, slovenski kantavtor
Večinoma poje in piše v kraškem narečju.
| Boštjan Pertinač | Boštjan Pertinač                                                   |
| ---------------- | ------------------------------------------------------------------ |
|                  |                                                                    |
| Osnovni podatki  |                                                                    |
| Rojstvo          | 26. november 1992 Postojna                                         |
| Slogi            | pop, rock, etno, folk                                              |
| Poklic           | pevec, kantavtor                                                   |
| Glasbila         | kitara, pozavna, mandolina, ukulele                                |
| Leta delovanja   | 2010–danes                                                         |
| Založba          | Menart, Dallas Records, Pertinach (samozaložba), Art Music Records |

## Življenjepis

### Šolanje
- Osnovna šola Komen (1. in 2. razred)
- Osnovna šola Srečka Kosovela Sežana (od 3. do 9. razreda) 
- Srednja zdravstvena šola Nova Gorica
- Univerza za elektrotehniko, smer multimedijske komunikacije

### Glasbena kariera
Svojo glasbeno popotovanje je pri šestih letih začel v glasbeni šoli Sežana najprej pri prof. Simonu Perčiču, nato pa pri prof. Ivu Bašiču na pozavni. Njegovo prvo veselje so bili šolski nastopi, še posebej pa potovanja po Evropi (Italija, Španija, Avstrija, Madžarska, Hrvaška in Poljska) in tekmovanja z dvema orkestroma, Kraško pihalno godbo Sežana in Pihalnim orkestrom Komen.
V zgodnjih najstniških letih ga je zamikala kitara in z njo predvsem težki rockerski ritmi. Sodeloval je v nekaj šolskih bendih, nato je leta 2010 ustanovil skupino “Riot Queen”, s katero so nastopili na dveh večjih nastopih: na festivalu Teran in Pršut, kot predskupina skupini Šank Rock in na kultnem koncertnem prizorišču v Kobjeglavi. Po razpadu skupine je istega leta ustanovil heavy metal skupino Motorfire, s katero so leta 2014 izdali ploščo “Rising Fire” (Metal Tank Records). Nastopali so širom Slovenije, v Belgiji in v Italiji. Njihov najbolj odmeven nastop pa je bil na Metal Campu 2012. 
V študentskih letih se je pridružil goriški skupini Neon, s katero so leta 2014 izdali EP album- “Je to življenje sploh še dar?”. Leta 2015 sledi ustanovitev power metal skupine “Silent Pray", s katero so posneli EP “Metropolis of dreams”. Po razpadu skupine je pričel akustično spremljat vokaliste, potem pa je tudi sam pel in se spremljal. Postopoma pa je v njem zorela želja po pisanju svoje avtorske glasbe.
Tako je leta 2018 je izdal prvo samostojno pesem z naslovom “Del neba”, pri kateri se je prvič preizkusil kot producent in pri kateri je vse inštrumente posnel sam. Istega leta je posnel duet s primorsko pevko Mojco Štoka - Moya z naslovom “Pozabi probleme”.

### Album “Sz Sežane doma”
Po povabilu h sodelovanju, sta z Aleksom Volaskom izdala prvo skupno pesem “Daj povej mi”, katera se je hitro znašla na vrhu glasbene lestvice radia Koper, sledila ji je pesem “Pihi burja”, s katero je Boštjan podpisal pogodbo z založbo Menart in si pridobil zanimanje širše javnosti, predvsem zaradi kraškega dialekta. Pri nastajanju pesmi “Suhi zid” je k sodelovanju povabil različne glasbenike, sam se je pa spet preiskusil v vlogi producenta.
Glasbeni krst je kot samostojni izvajalec doživel na 40. Festivalu melodij morja in sonca 2021 s skladbo Plima, pri kateri je ponovno združil moči z Aleksom Volaskom. Po festivalu je pričel sodelovat s primorskim producentom Janom Baruco in nastala je pesem “Kamen”, za katero je posnel videospot v lipiškem kamnolomu.
Ker ga je pot silila vedno bolj v kantavtorske in etno vode, se je pri pesmi “Sz Sežane doma” spet preiskusil kot producent, tako so tudi nastale skladbe za njegov debitantski, istoimenski album Sz Sežane doma (založba Pertinach), ki ga je predstavil s samostojnim koncertom v veliki dvorani Kosovelovega doma. Na albumu je pri pesmi “Šaldo š’tmam” posnel duet s Tinkaro Kovač, s katero odslej tudi pogosto koncertirata.

### Album Kraške štorje
Na 21. Festivalu Kantfest je leta 2023 osvojil odličje s skladbama Tarzan in Silvo, ki sta napovedali njegov drugegi album “Kraške Štorje” (2023), ki ga je izdal pri založbi Dallas Records. Na albumu je kot producent podpisan tržaški skladatelj in pianist Lorenzo Visintin. 
Pesem “Čisti računi” je dobila video podobo, v kateri Boštjan kot cirkuški vodja vodi svoje cirkusante na koncert. 
Za pesem “SMS” je bil posnet studijski video, ki je opremljen tudi z besedilom. Je edina na albumu, za katero Boštjan glasbe in besedila ni napisal sam temveč sta avtorja Lorenzo Visintin, glasba in Leon Oblak, besedilo.
Z zimo 2023 pa že začenja pisat in snemat prve osnutke za svoj tretji album, ki bo nekakšno naravno nadaljevanje drugega.

## Diskografija
2011 - Demo album (Motorfire)
2014 - Rising fire (Motorifire)
2014 - Je to življenje lahko še dar? (Neon) - EP
2015 - Metropolis of dreams (Silent Pray) - EP
2022 - Sz Sežane doma
2023 - Kraške štorje
| Leto | Album          | Pesmi |
| 2022 | Sz Sežane doma | Kraški trubadur (Besedilo: Boštjan Pertinač/Glasba: Boštjan Pertinač/Priredba: Boštjan Pertinač), Sz Sežane doma (B. Pertinač/B. Pertinač/B. Pertinač), Suhi zid (B. Pertinač/B. Pertinač/B. Pertinač), Daj povej mi (A. Volasko/A. Volasko, B. Pertinač/A. Volasko, B. Pertinač), Kamen (B. Pertinač/B. Pertinač/J. Baruca B. Pertinač), Pogledi me (B. Pertinač/B. Pertinač,/B. Pertinač), Sz Trsta gor (B. Pertinač/B. Pertinač/B. Pertinač), Plima (B. Pertinač/B. Pertinač/A. Volasko, B. Pertinač), Lažen raj (B. Pertinač/B. Pertinač/B. Pertinač), Del neba (B. Pertinač/B. Pertinač/B. Pertinač), Pihi burja (B. Pertinač/B. Pertinač/A. Volasko, B. Pertinač), Šaldo š'tmam (feat. Tinkara Kovač), (B. Pertinač/B. Pertinač/B. Pertinač), Betula (/B. Pertinač/B. Pertinač)   |
| 2023 | Kraške štorje  | Štorje (Besedilo: Boštjan Pertinač/Glasba: Boštjan Pertinač/Priredba: Boštjan Pertinač, Lorenzo Visintin), Silvo (B. Pertinač/B. Pertinač/B. Pertinač, L. Visintin), Forešta (B. Pertinač/B. Pertinač/B. Pertinač, L. Visintin), Vlak (B. Pertinač/B. Pertinač/B. Pertinač, L. Visintin), Čisti računi (B. Pertinač/B. Pertinač/B. Pertinač, L. Visintin), Med bori in brini in burjo (B. Pertinač, Tinkara Kovač/L. Visintin, B. Pertinač,/B. Pertinač, L. Visintin), Briškula (B. Pertinač/B. Pertinač/B. Pertinač, L. Visintin), Tarzan (B. Pertinač/B. Pertinač/B. Pertinač, L. Visintin), Škure (B. Pertinač/B. Pertinač/B. Pertinač, L. Visintin), Sms (Leon Oblak/L. Visintin, B. Pertinač/B. Pertinač, L. Visintin), Kšn bot (B. Pertinač/B. Pertinač/B. Pertinač, L. Visintin) |

## Nastopi na glasbenih festivalih

### Melodije morja in sonca
2021: Plima. - 11. mesto

### Kant Fest 21
2023: Silvo, Tarzan (2. mesto, bronasta kanta)